# Відар (Марказі)
Відар (перс. ويدر) — село в Ірані, у дегестані Альвір, у бахші Харкан, шахрестані Зарандіє остану Марказі. За даними перепису 2006 року, його населення становило 238 осіб, що проживали у складі 84 сімей.

## Клімат
Середня річна температура становить 11,92 °C, середня максимальна – 30,73 °C, а середня мінімальна – -9,38 °C. Середня річна кількість опадів – 252 мм.
| Клімат поселення                              | Клімат поселення | Клімат поселення | Клімат поселення | Клімат поселення | Клімат поселення | Клімат поселення | Клімат поселення | Клімат поселення | Клімат поселення | Клімат поселення | Клімат поселення | Клімат поселення | Клімат поселення |
| Показник                                      | Січ.             | Лют.             | Бер.             | Квіт.            | Трав.            | Черв.            | Лип.             | Серп.            | Вер.             | Жовт.            | Лист.            | Груд.            |                  |
| Середній максимум, °C                         | 6,18             | 7,78             | 12,42            | 18,71            | 23,53            | 29,33            | 30,73            | 30,05            | 25,68            | 19,38            | 12,55            | 6,80             |                  |
| Середня температура, °C                       | −1,6             | 0,00             | 4,64             | 10,94            | 15,74            | 21,55            | 25,16            | 24,48            | 20,10            | 13,82            | 6,97             | 1,23             |                  |
| Середній мінімум, °C                          | −9,38            | −7,78            | −3,14            | 3,15             | 7,97             | 13,77            | 19,57            | 18,92            | 14,53            | 8,24             | 1,40             | −4,34            |                  |
| Норма опадів, мм                              | 33               | 34               | 47               | 37               | 29               | 4                | 2                | 1                | 0                | 11               | 21               | 33               |                  |
| Середньомісячна швидкість вітру, м/с          | 1.89             | 2.37             | 3.08             | 3.19             | 2.82             | 2.54             | 2.56             | 2.44             | 2.27             | 2.17             | 1.74             | 1.87             |                  |
| Середньомісячна сонячна радіація, кДж/м²·день | 8653             | 11576            | 14219            | 17783            | 21912            | 26249            | 25883            | 23601            | 20036            | 14567            | 10592            | 8386             |                  |
| --------------------------------------------- | ---------------- | ---------------- | ---------------- | ---------------- | ---------------- | ---------------- | ---------------- | ---------------- | ---------------- | ---------------- | ---------------- | ---------------- | ---------------- |
| Джерело:                                      |                  |                  |                  |                  |                  |                  |                  |                  |                  |                  |                  |                  |                  |